# Giornalismo sportivo
Il giornalismo sportivo è la categoria giornalistica inerente all'argomento dello sport. Le principali figure di tale genere sono il giornalista, il commentatore e l'inviato.

## Storia

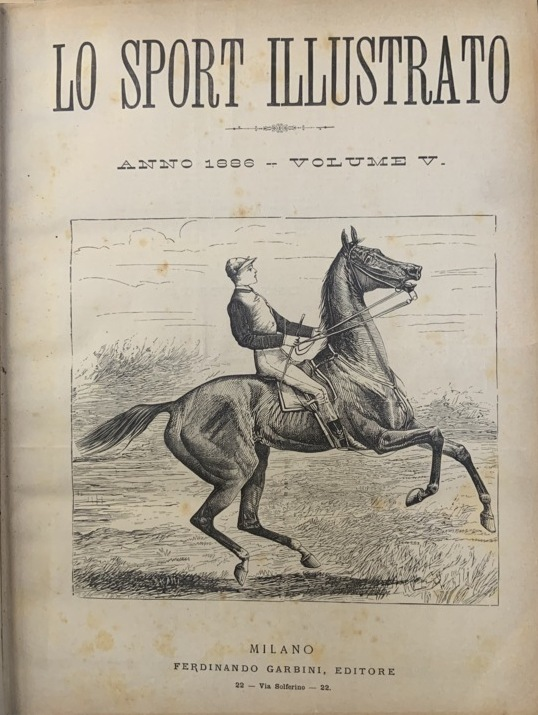
Lo sport illustrato, anno 1886.

Le origini della stampa sportiva in Italia risalgono alla seconda metà dell'Ottocento. Il primo periodico dedicato allo sport fu il Bollettino trimestrale del Club Alpino di Torino (1865). Dopo l'introduzione dell'educazione fisica nelle scuole, voluta dal ministro De Sanctis, la ginnastica divenne l'argomento più seguito. Videro la luce diverse testate che avevano lo scopo di illustrare al pubblico le decisioni del governo in materia di pratica sportiva. Nel 1881 fece il suo ingresso stabile nelle pagine dei giornali il termine "sport", che in poco tempo si affermò come parola di uso comune. Nacque a Milano Lo sport illustrato, primo giornale europeo a occuparsi di tutti gli sport (1881-1915). Nel 1883 apparve la prima rivista dedicata al mondo dei velocipedi, La rivista velocipedistica (1883-1898), che uscì a Torino. Il 3 aprile 1896 nacque La Gazzetta dello Sport, destinata a diventare il primo quotidiano sportivo italiano. Nel 1902 anche il Meridione ebbe finalmente il suo giornale: si chiamò Tribuna sport e fu fondato da Adolfo Cotronei e Vittorio Argento. Nello stesso anno apparve a Torino La Stampa Sportiva, supplemento sportivo della Stampa.

Dopo la prima guerra mondiale lo sport si trasformò in un vero e proprio fenomeno di massa ed ebbe, specie nei Paesi guidati da totalitarismi, la funzione di distrarre l'opinione pubblica tenendola lontana dal dibattito politico.
In seguito alla caduta del Fascismo esistevano in Italia ben quattro quotidiani che davano notizie esclusivamente sportive: La Gazzetta dello Sport a Milano, Tuttosport a Torino, il Corriere dello Sport a Roma e Stadio a Bologna: nessun altro paese europeo poteva vantare una tale concentrazione di quotidiani dedicati al mondo dello sport (primato ancora imbattuto). Nel corso degli anni Cinquanta e Sessanta anche il Corriere della Sera e Il Giorno decisero di aumentare lo spazio di informazione sportiva, ritenuta fino ad allora una forma di giornalismo minore. Successivamente, con la nascita della radio e poi della televisione, l'informazione sportiva cambiò profondamente: con i Campionati mondiali di calcio del 1958 e le Olimpiadi di Roma del 1960 la tv cominciò a raccontare in diretta gli eventi, battendo sul tempo i giornali. Occorreva un nuovo modo di fare giornalismo sportivo, che unisse cronaca e critica, narrazione e analisi: nacque allora quello che oggi può essere considerato il carattere essenziale del giornalismo sportivo, la retorica dell'avvenimento. I fatti, in quest'ottica, rappresentano il presupposto per una rielaborazione che ha come obiettivo il far conoscere al pubblico cose già note come se fossero nuove. Il giornalista sportivo scrive per stimolare,  attraverso la rievocazione dell'avvenimento, l'immaginario di chi immagina.
Soprattutto in tempi più recenti, l'informazione sportiva ha potuto trarre giovamento dalla diffusione di Internet rendendo il "serbatoio" di notizie – già di per sé abbondantemente ricco – ancor più facilmente accessibile.

## Lo stile

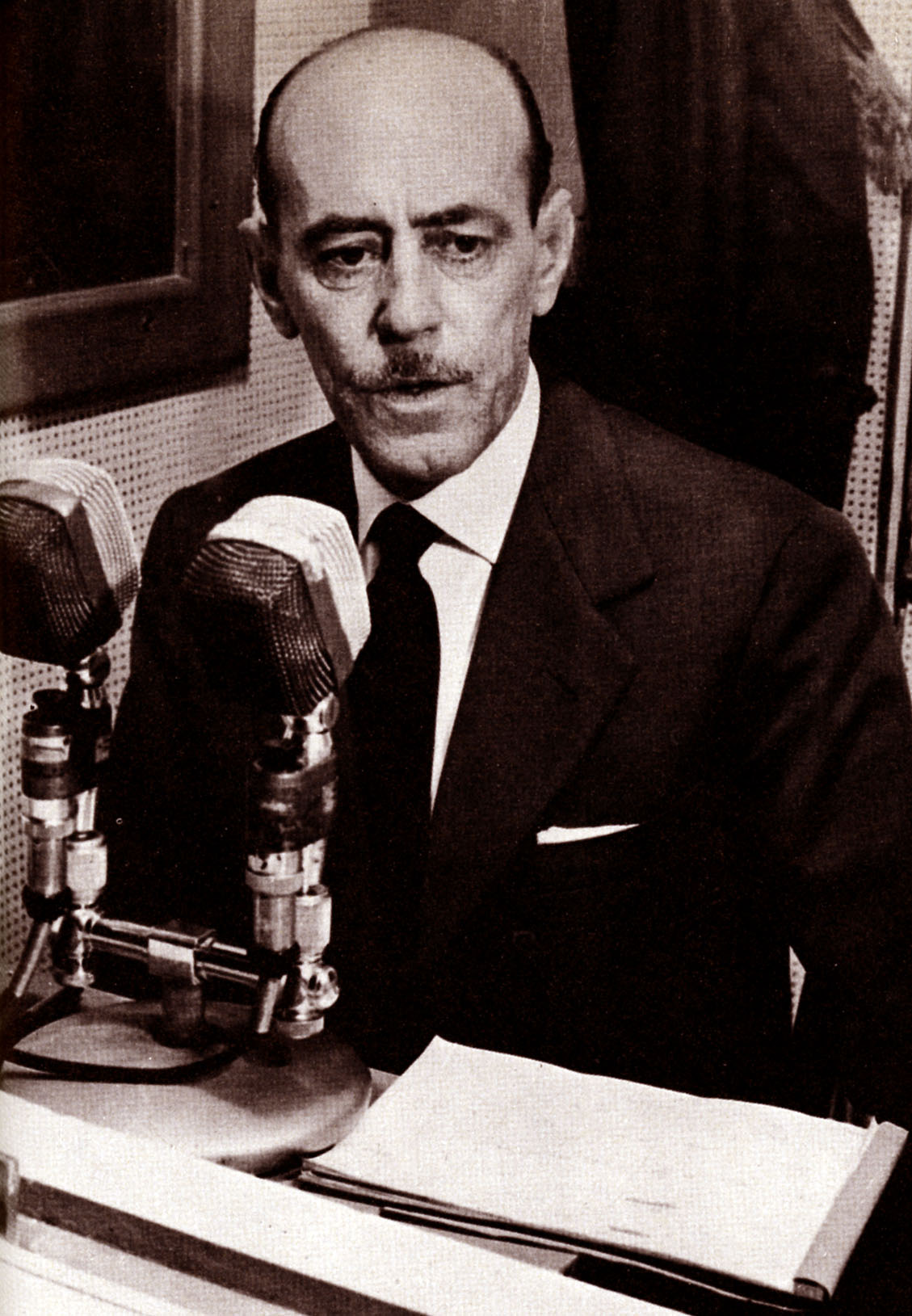
Il noto radiocronista Niccolò Carosio.

Lo stile del giornalismo sportivo si caratterizza per il frequente ricorso a metafore, avendo comportato – tra l'altro – la nascita di un considerevole quantativo di neologismi. Taluni termini ed espressioni, inoltre, sono entrati a far parte del linguaggio quotidiano. Alla cronaca degli eventi agonistici è spesso associata l'informazione statistica (concernente, per certi versi, il punto di vista proprio degli almanacchi), per offrire ai lettori un quadro più completo del «background» delle vicende.
Un'ulteriore tecnica riscontrabile nel genere è il cosiddetto "understatement", consistente nel portare a conoscenza dei lettori anche le questioni personali e di costume riguardanti i protagonisti (atleti, allenatori o arbitri ma anche tifosi). Il fine è quello di avvicinare – almeno dal punto di vista giornalistico – il lettore al proprio beniamino, mostrando quest'ultimo sotto una luce più "umana".

## Stampa sportiva

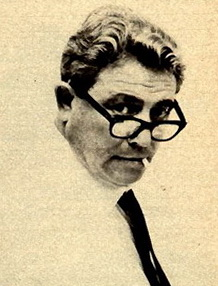
Gianni Brera, uno dei maestri del giornalismo sportivo italiano

Di seguito, alcuni esempi di pubblicazioni e trasmissioni rivolte al tema sportivo.

### Quotidiani
Francia
- L'Équipe
- Le Vélo
- Football365.fr

Spagna
- AS
- Mundo Deportivo
- Marca
- Sport

Italia
- Corriere dello Sport - Stadio
- La Gazzetta dello Sport
- Tuttosport
- Stadio (in attività fino al 1977)

Portogallo
- A Bola

### Periodici
Stati Uniti d'America
- Sports Illustrated

Germania
- kicker
- Sport Bild

Francia
- France Football, la rivista che organizza il premio Pallone d'oro

Italia
- Guerin Sportivo
- SportWeek

### Televisione
Italia
- Sky Sport
- Rai Sport
- Sportitalia
- SuperTennis
- MS Motor TV